# Les Plus Belles Escroqueries du monde
Les Plus Belles Escroqueries du monde is een internationale episodefilm uit 1964. In het Nederlands heet de film De wereld wil bedrogen worden.

## Verhaal
De film schetst vijf verschillende verhalen over oplichting. De segmenten spelen zich af in de steden Amsterdam, Marrakesh, Napels, Parijs en Tokio. Het Nederlandse segment door Roman Polański werd wegens onenigheid met de producent Paul Kijzer geschrapt.

## Rolverdeling
| Acteur              | Personage        |
| ------------------- | ---------------- |
| Francis Blanche     | Duitser          |
| Jean-Pierre Cassel  | Alain des Arcys  |
| Catherine Deneuve   | Zwendelaar       |
| Arnold Gelderman    | Juwelier         |
| Gabriella Giorgelli | Italiaanse       |
| Guido Guiseppone    | Italiaan         |
| Nicole Karen        | Jonge vrouw      |
| Mie Hama            | Geisha           |
| Giuseppe Mannajuolo | Italiaan         |
| Ken Mitsuda         | Componist        |
| Jean Seberg         | Patricia Leacock |
| László Szabó        | Inspecteur       |
| Yatsuko Tan'ami     | Detective        |
| Jan Teulings        | Nederlander      |